# Fränk Muller
Fränk Marc Muller (* 18. Februar 1988 in Düdelingen) ist ein ehemaliger luxemburgischer Basketballspieler.

## Werdegang
Fränk Muller, genannt Bülli, gehörte 13 Jahre lang der Herrenmannschaft von T71 Dudelange an. 2008/09 bestritt er 35 Spiele für die Mannschaft des im US-Bundesstaat Kalifornien gelegenen Cuesta College. An der Seite seines Landsmanns und Freunds Tom Schumacher kam Muller auf 12,2 Punkte sowie 6,7 Rebounds je Begegnung. Ab 2009 liefen beide wieder für T71 Dudelange auf.
Muller wurde 2010, 2011, 2013, 2014, 2015 und 2021 luxemburgischer Meister. Von Eurobasket.com erhielt er 2009/10 und 2011/12 die Auszeichnung als bester einheimischer Spieler der luxemburgischen Liga.
Der T71-Vorsitzende Marcel Wagener bezeichnete Muller und Schumacher am Ende ihrer Spielerlaufbahnen im Jahr 2021 als „zwei Ikonen, zwei Monumente des Düdelinger Basketballs“.
Muller war Mitglied der luxemburgischen Nationalmannschaft. Beruflich wurde er als Sportpsychologe tätig.